# Сафронова, Светлана Михайловна
Светла́на Миха́йловна Сафро́нова (до 1984 — Баду́лина) (26 октября 1960, Москва) — советская волейболистка и российский волейбольный тренер, игрок сборной СССР (1980—1987), олимпийская чемпионка 1980, чемпионка Европы 1985, чемпионка СССР 1985. Заслуженный мастер спорта СССР (1986).

## Биография
Начала заниматься волейболом в Москве. В 1978—1991 выступала за команду ЦСКА. В её составе:
- чемпионка СССР 1985;
  - 3-кратный серебряный (1977, 1979, 1982) и двукратный бронзовый (1980, 1988) призёр чемпионатов СССР.
- победитель розыгрыша Кубка СССР 1984;
  - 3-кратный серебряный (1977, 1982, 1986) и двукратный бронзовый (1980, 1987) призёр Кубка СССР.
- победитель розыгрыша Кубка европейских чемпионов 1986.
- победитель (1988) и серебряный призёр (1989) розыгрышей Кубка обладателей кубков ЕКВ.

Серебряный призёр Спартакиады народов СССР 1983 (в составе сборной Москвы).
В национальной сборной СССР в официальных соревнованиях выступала в 1980—1987 годах. В её составе:
- олимпийская чемпионка 1980;
- бронзовый призёр Кубка мира 1985 1985;
- чемпионка Европы 1985;
  - двукратный серебряный призёр чемпионатов Европы — 1983, 1987;
- чемпионка Игр доброй воли 1986;
- участница чемпионатов мира 1982 и 1986.

В 1992—1999 Светлана Сафронова выступала за клубы Италии: 1992—1998, 1999 — «Маньяторелла»/«Кавагранде»/«Сиракузано» (Мессина), 1998—1999 — «Кавагранде» (Рим).
После завершения игровой карьеры жила в Италии, где работала детским тренером в различных клубах, получив тренерскую лицензию Итальянской федерации волейбола. С 2009 года работает в системе юниорских сборных команд России: в 2012—2014 и в 2016 — главный тренер женской молодёжной сборной, в 2015 и 2018—2019 — главный тренер юниорской женской сборной, в 2017 и 2021 — главный тренер младшей юниорской сборной России. В 2010 руководимая Светланой Сафроновой кадетская сборная (возраст игроков до 15 лет) стала победителем Евразийских игр. Дважды под руководством Сафроновой юниорская сборная России выигрывала чемпионаты Европы (2015 и 2018), а в 2016 чемпионом Европы стала молодёжная сборная страны. В 2016 возглавила вновь сформированную младшую юниорскую сборную России, которую в 2017 привела к «серебру», а в 2021 — к «золоту» чемпионатов Европы.  
В 2012—2020 Светлана Сафронова работала старшим тренером молодёжных команд «Динамо-Казань» (2012—2013, 2017—2020) и новоуренгойского «Факела» (2013—2014). В 2014—2015 — главный тренер московского «Луча» — базовой команды юниорских сборных России. С 2023 — главный тренер вновь образованной команды «Корабелка» (Санкт-Петербург), с которой в 2024 выиграла чемпионат России среди команд высшей лиги «А».
Бывший муж — Андрей Сафронов — генеральный менеджер ХК «Динамо» Москва. Дочь — Светлана (1988 г.р.).

## Источник
- Волейбол. Энциклопедия/Сост. В. Л. Свиридов, О. С. Чехов. — Томск: Компания «Янсон», 2001.